# Conus vaubani
Conus vaubani é uma espécie de gastrópode do gênero Conus, pertencente a família Conidae.